# Guy Crescent
Guy Crescent (Parigi, 10 giugno 1920 – Parigi, 16 ottobre 1996) è stato un dirigente sportivo francese, presidente dell'impresa di trasporti Geodis Calberson dal 1963 al 1985. Appassionato di calcio, è stato presidente del Paris SG nel 1971 e del Paris FC dal 1973 al 1975.